# Матеус фон Папенхайм
Матеус фон Папенхайм (на немски: Matthäus (Marschalk) von Pappenheim; * 1 юли 1458, Бибербах; † 14 октомври 1541, Друисхайм) от рода на наследствените имперски маршали на Папенхайм-Бибербах в Швабия, е немски юрист, хуманист, историк, генеалог, каноник в Аугсбург.

## Биография
Той е син на Улрих, маршал и господар на Бибербах, и съпругата му Анна фон Швабсберг.
През 1482 г. Матеус става доктор по каноническо право в университета в Перуджа. От 1492 г. е пропст в Св. Гертрауд в Аугсбург, от 1493 г. каноник на катедралата в Аугсбург и от 1496 г. каноник в манастира в Елванген.
Матеус се движи в хуманистически кръгове и има контакт с Конрад Аделман фон Аделмансфелден (1462 – 1547), аугсбургския хуманист Конрад Пойтингер, инголщатския теолог д-р Йоханес Ек (1486 – 1543) и с баварския исторически писател Йоханес Авентинус (1477 – 1534).
Неговото най-известно произведение е Хроник на трушсесите фон Валдбург, от което са съставени множество ръкописи. Той е считан като един от „основателите на модерната генеалогия в Германия“.

## Произведения
- Johann von Pappenheim: De origine et familia illustrium dominorum de Calatin, qui hodie sunt domini a Pappenheim, S. R. Imp. Marescalci haereditarii. Gedruckt von Philip Ulhardt mitsamt einer deutschen Übersetzung. Augsburg (1554) (Digitalisat).
- Chronik der Truchsessen von Waldburg. 2 Bände, Memmingen 1777 – 1785.